# Puni Puni Poemi
Puni Puni Poemi — пародийная OVA. В некотором роде продолжение «Эксель-саги». Состоит из двух частей. Первая из них рекламировалась в 26-й серии «Эксель-саги». Само аниме в свою очередь содержит отсылки к «Эксель-саге» — например, Поэми учится в той же школе, что и Эксель, и пытается исполнить открывающую тему «Эксель-саги», а в 17 серии Эксель — Сандора рисует кадры к «Пуни Пуни Поэми». Как и в Эксель Саге, персонажи ведут себя так, как будто прекрасно осознают, что они — персонажи аниме.

## Сюжет
Кто-то пытается захватить мир и с этой целью убил режиссёра фильма. В результате Поэми осталась без дома и была принята в семью Аасу, являющуюся династией защитников Земли. Позднее у неё проявляются магические силы, но ничего хорошего из попыток их применения не выходит.

## Персонажи

### Семейство Ватанабэ
Ватанабэ Поэми (яп. ワタナベぽえみ Ватанабэ Поэми) — она же Кобаяси или Пуни Пуни Поэми (яп. ぷにぷに☆ぽえみぃ Пуни Пуни Поэми) (после трансформации в девочку-волшебницу). Энергичная, но глупая школьница, наделённая волшебными силами. Возраст — 10 лет. Рост: 147,7 см. Место рождения: префектура Тиба. Жизнь Земли — её жизнь. Способна выдержать ядерную атаку. Так как противник не владеет магией, Поэми в свою очередь её не использует и дерется на кулаках, одним ударом пробивая вражеского робота насквозь. Хотя она честно пыталась помогать людям, те не оценили её усилий, обозвали дьяволом и обстреляли, после чего обиженная Поэми сбросила на них пролетавшую мимо ядерную ракету, после чего попала в международный розыск. Кто её отец — не ясно, так как, с одной стороны, она жила в семье Набэсина, с другой стороны, впоследствии её отцом называют какого-то мужчину, всюду играющего на сямисэне. В качестве хэнсин-жезла и в некотором роде советника — использует рыбу. Мечтает стать сэйю. Влюблена в Кей-куна. Учится в школе Инунабэ (школа, в которой в своё время училась Эксель).
Сэйю: Юмико Кобаяси
Ватанабэ Набэсин (яп. ワタナベナベシン Ватанабэ Набэсин) — режиссёр данного аниме. Убит в начале OVA, воскрес в конце. Как утверждает он сам — его воскресила Куми-Куми, но Куми-Куми была убита вместе с ним.
Сэйю: Ватанабэ Синъити
Куми Куми (яп. クミクミ Куми Куми) — жена Набэсина. Как утверждает она сама — акупунктурист. Ещё одна отсылка к Эскель Саге — Набэсин и Куми-Куми поженились в 26-й серии Эксель.

### Семейство Аасу
Все члены этого семейства наделены какими либо волшебными способностями. К сожалению, они специализируются на защите и в бою их способности бесполезны.
Футаба Аасу (яп. あーす ふたば Аасу Футаба) — тихая девочка, влюблённая в Поэми и связанная с ней красной нитью. Способна сделать хорошим любое существо, по желанию. Так как Кобаяси — Земля, объединение сил Футабы и Кобаяси даёт возможность сделать хорошими всех. По утверждению Набесина является главной героиней.
Сэйю: Юка Имай
Хитоми Аасу (яп. 我々守ひとみ Аасу Хитоми) — трёхлетняя девочка. Способность — «предсказание Земли» (яп. 地球予知 тикю: ёти).
Мицуки Аасу (яп. 我々守みつき Аасу Мицуки) — 15-летняя девушка. Способность — «ускорение Земли» (яп. 地球加速 тикю: касоку). Используя эту способность, может убежать от любого врага.
Сии Аасу (яп. 我々守思惟 Аасу Сии) — 18-летняя девушка. Способность — «исцеление Земли» (яп. 地球ヒーリング тикю: херрингу). Имеет огромную, тяжёлую грудь.
Ицу Аасу (яп. 我々守いつえ Аасу Ицу:) — 19-летняя девушка. Способность — «барьер Земли» (яп. 地球バリア тикю: бариа). Используя эту способность, создаёт щит, защищающий от обломков. Подрабатывает «госпожой» в садомазохистском клубе.
Муцуми Аасу (яп. 我々守むつみ Аасу Муцуми) — 22-летняя девушка. Способность неизвестна. Имеет маленькую грудь (у Пуни Пуни Поэми больше).
Сэйю: Томоко Каваками
Нанасэ Аасу (яп. 我々守ななせ Аасу Нанасэ) — 28-летняя девушка. Способность — «танец цветов Земли» (яп. 秘技・地球花の舞 хиги тикю: хана но маи).

### Прочие
Кей-кун (яп. K君 К-кун) — одноклассник Кобаяси, сын пришельцев. Именно он подстроил смерть режиссёра, а позднее и сценариста, с целью захватить Землю или скорее развратить её. Впрочем, кого именно он хотел развратить — не очень ясно, так как фактически он поставил целью развить уже существующие хентайные элементы аниме. Ненавидит сэйю.
Сэйю: Рю Ито

## Серии
- 1 серия: Poemy is in a Bad Mood
- 2 серия: With a Dream Greater Than Earth